# Adriano (nome)
Adriano  è un nome proprio di persona italiano maschile.

## Varianti
- Femminili: Adriana[1][3]

### Varianti in altre lingue
- Asturiano: Adrián, Adrianu
- Basco: Adiran[4]
- Bulgaro: Адриан (Adrian)
- Catalano: Adrià[2][4], Hadrià[5]
- Ceco: Adrián
- Corso: Adrianu
- Croato: Adrijan[2], Jadran[2], Jadranko[2]
- Danese: Adrian[2]
- Francese: Adrien[2][3]
- Galiziano: Adrán[4], Adrián[4]
- Greco moderno: Αδριανός (Adrianos)
- Inglese: Adrian[2][6], Hadrian[2][6]
  - Ipocoristici: Ad[6], Adie[6]

- Irlandese: Aidrean
- Islandese: Adrían
- Latino: Hadrianus[1][2][3][4][6], Adrianus[1]
- Lettone: Adriāns
- Ligure: Adrian[7]
- Lituano: Adrijonas
- Lussemburghese: Hadrian
  - Ipocoristici: Ad[2]
- Macedone: Адријан (Adrijan)[2]
- Norvegese: Adrian[2]
- Olandese: Adriaan[2], Arjan[2], Adrianus[2]
  - Ipocoristici: Ad[2], Arie[2]
- Polacco: Adrian[2]

- Portoghese: Adriano[2]
- Rumeno: Adrian[2]
- Russo: Адриан (Adrian)[2]
- Serbo: Јадран (Jadran)[2], Јадранко (Jadranko)[2]
- Slovacco: Adrián
- Sloveno: Jadran[2], Jadranko[2]
- Spagnolo: Adrián[2][4], Hadrián[5]
- Svedese: Adrian[2]
- Tedesco: Adrian[2]
- Ungherese: Adorján[2]

## Origine e diffusione
Deriva dal cognomen romano di origine etnica Hadrianus, che significa "abitante di Adria" o "proveniente da Adria" (città dalla quale prende il nome il Mar Adriatico); potrebbe però essere riferito anche alla città di Atri di cui, secondo la tradizione, la famiglia dell'imperatore romano Adriano era originaria. Dall'imperatore prendono il nome diversi luoghi, tra i quali il vallo di Adriano, che anticamente segnava il confine tra la provincia romana occupata della Britannia e la Caledonia.
Acquisì valenza di nome comune proprio durante il regno di Adriano, adottato da quegli schiavi o stranieri che venivano liberati da lui; si diffuse poi grazie al culto di diversi santi, soprattutto il martire Adriano di Cesarea. In inglese, si riscontra un suo uso (nella forma Adrian) sin dal Medioevo (forse grazie anche a Nicholas Breakspear, l'unico inglese che divenne papa, che scelse di chiamarsi Adriano IV), ma ha acquisito una certa diffusione solo recentemente.

## Onomastico
L'onomastico si può festeggiare in memoria di più santi, alle date seguenti:
- 9 gennaio, sant'Adriano, abate di Canterbury[9]
- 5 marzo, sant'Adriano, martire a Cesarea marittima sotto Diocleziano[9]
- 8 luglio, sant'Adriano III, papa[9]
- 9 luglio, beato Adriano Fortescue, religioso domenicano, martire a Londra[9]
- 8 settembre, sant'Adriano, martire con la moglie Natalia a Nicomedia[9]

## Persone
- Adriano, imperatore romano

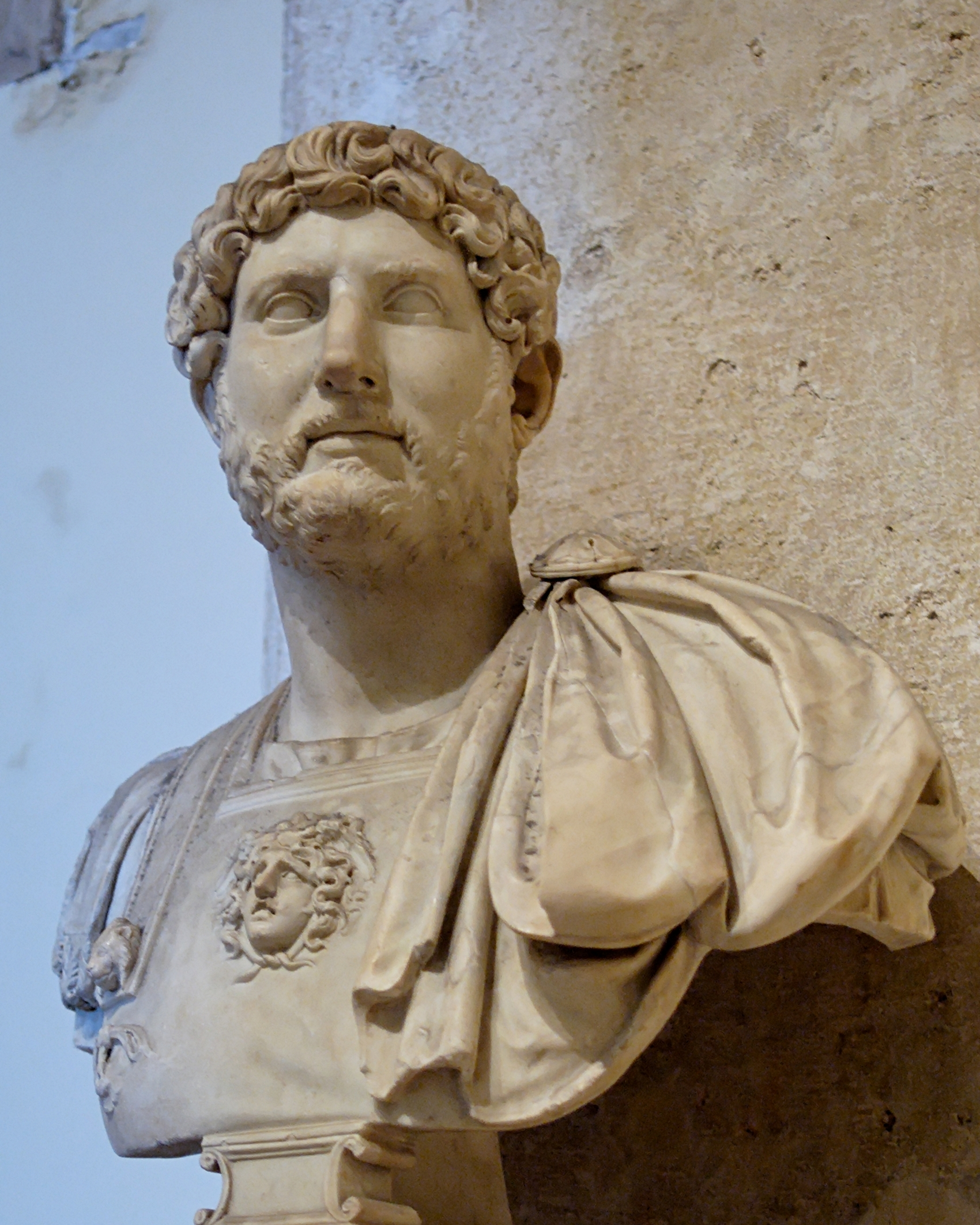
Adriano

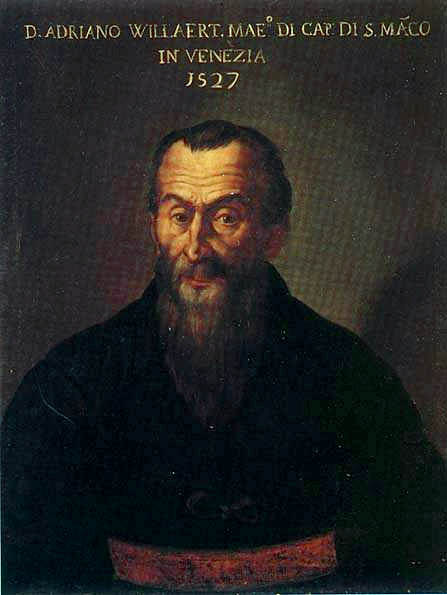
Adrian Willaert

- Adriano I, 95º papa della Chiesa cattolica
- Adriano II, 106º papa della Chiesa cattolica
- Adriano III, 109º papa della Chiesa cattolica
- Adriano IV, 169º papa della Chiesa cattolica
- Adriano V, 186º papa della Chiesa cattolica
- Adriano VI, 218º papa della Chiesa cattolica
- Adriano Aprà, critico cinematografico, attore e saggista italiano
- Adriano Aragozzini, giornalista, produttore discografico, produttore teatrale, produttore televisivo e direttore artistico italiano
- Adriano Celentano, cantante, ballerino e showman italiano
- Adriano De Zan, giornalista, telecronista sportivo e conduttore televisivo italiano
- Adriano Galliani, dirigente sportivo, imprenditore e politico italiano
- Adriano Giannini, attore e doppiatore italiano
- Adriano Leite Ribeiro, calciatore brasiliano
- Adriano Mazzoletti, giornalista, scrittore, conduttore radiofonico e produttore discografico italiano
- Adriano Micantoni, attore e caratterista italiano
- Adriano Olivetti, imprenditore, ingegnere e politico italiano
- Adriano Panatta, tennista italiano
- Adriano Pantaleo, attore italiano
- Adriano Prosperi, storico e giornalista italiano
- Adriano Pappalardo, cantautore, attore e personaggio televisivo italiano

### Variante Adrian
- Adrian Belew, chitarrista e cantante statunitense
- Adrian Cronauer, avvocato e speaker radiofonico statunitense
- Adrian Lyne, regista e produttore cinematografico britannico
- Adrian Mutu, calciatore rumeno
- Adrian Newey, ingegnere britannico
- Adrian Rawlins, attore britannico
- Adrian Smith, chitarrista britannico
- Adrian Sutil, pilota automobilistico tedesco
- Adrian Willaert, compositore fiammingo

### Variante Adrián
- Adrián Galád, astronomo slovacco
- Adrián López Álvarez, calciatore spagnolo
- Adrián Martín, pilota motociclistico spagnolo
- Adrián Ramos, calciatore colombiano
- Adrián Ricchiuti, calciatore argentino
- Adrián Rodríguez, attore e cantante spagnolo
- Adrián Terrazas González, musicista messicano
- Adrián Woll, militare e mercenario francese

### Variante Adriaan

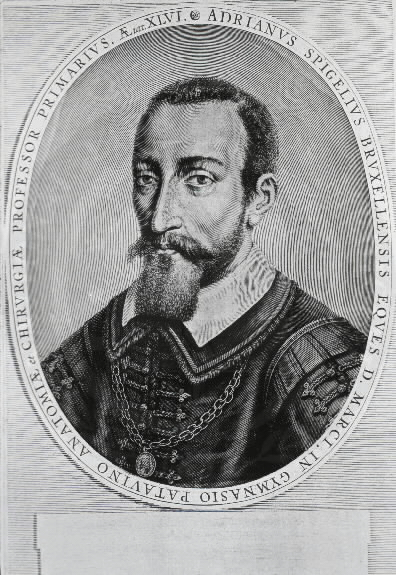
Adriaan van den Spieghel

- Adriaan Blaauw, astronomo olandese
- Adriaan Dijxhoorn, militare e politico olandese
- Adriaan Dortsman, architetto olandese
- Adriaan Roland Holst, poeta olandese
- Adriaan Koonings, allenatore di calcio e calciatore olandese
- Adriaan Paulen, dirigente sportivo e atleta olandese
- Adriaan van den Spieghel, medico, chirurgo e botanico fiammingo
- Adriaan van Maanen, astronomo olandese naturalizzato statunitense
- Adriaan van Roomen, matematico belga
- Adriaan Joseph van Rossem, ornitologo statunitense
- Adriaan Vlacq, matematico, astronomo ed editore olandese

### Variante Adrien
- Adrien Brody, attore e produttore cinematografico statunitense
- Adrien Broner, pugile statunitense
- Adrien de Gerlache, esploratore belga
- Adrien de Pauger, ingegnere e cartografo francese
- Adrien René Franchet, botanico francese
- Adrien Rabiot, calciatore francese
- Adrien Silva, calciatore portoghese
- Adrianus Turnebus, umanista, filologo e filosofo francese

## Il nome nelle arti
- Adriano è un personaggio della serie Pokémon.
- Adrien Agreste è un personaggio della serie animata Miraculous - Le storie di Ladybug e Chat Noir.
- Adriano Riva è un personaggio della soap opera Centovetrine.
- Adrian Monk è un personaggio della serie Detective Monk